# Bernardino India

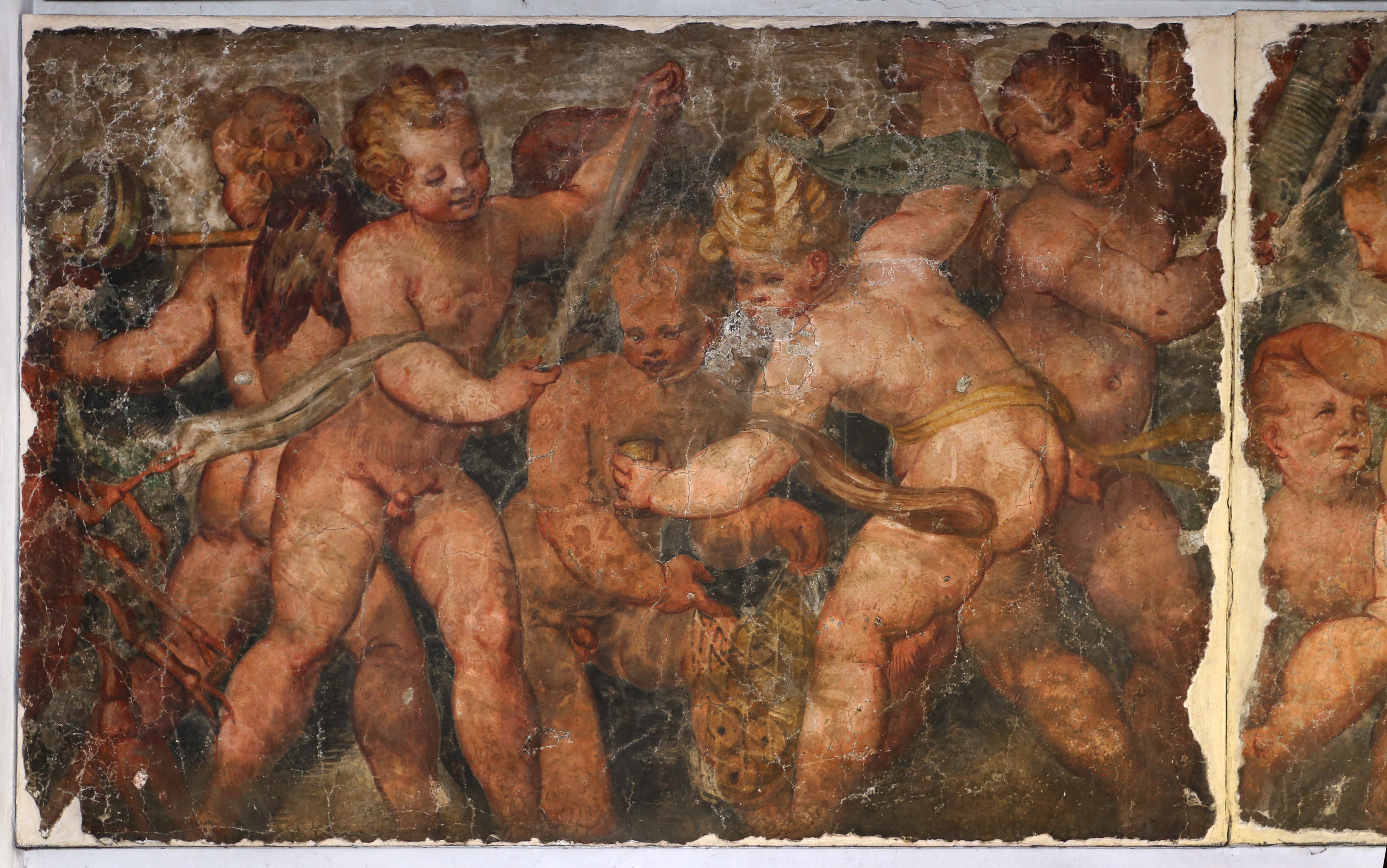
Fresco in het Palazzo Fiorio della Seta in Verona (Italië)

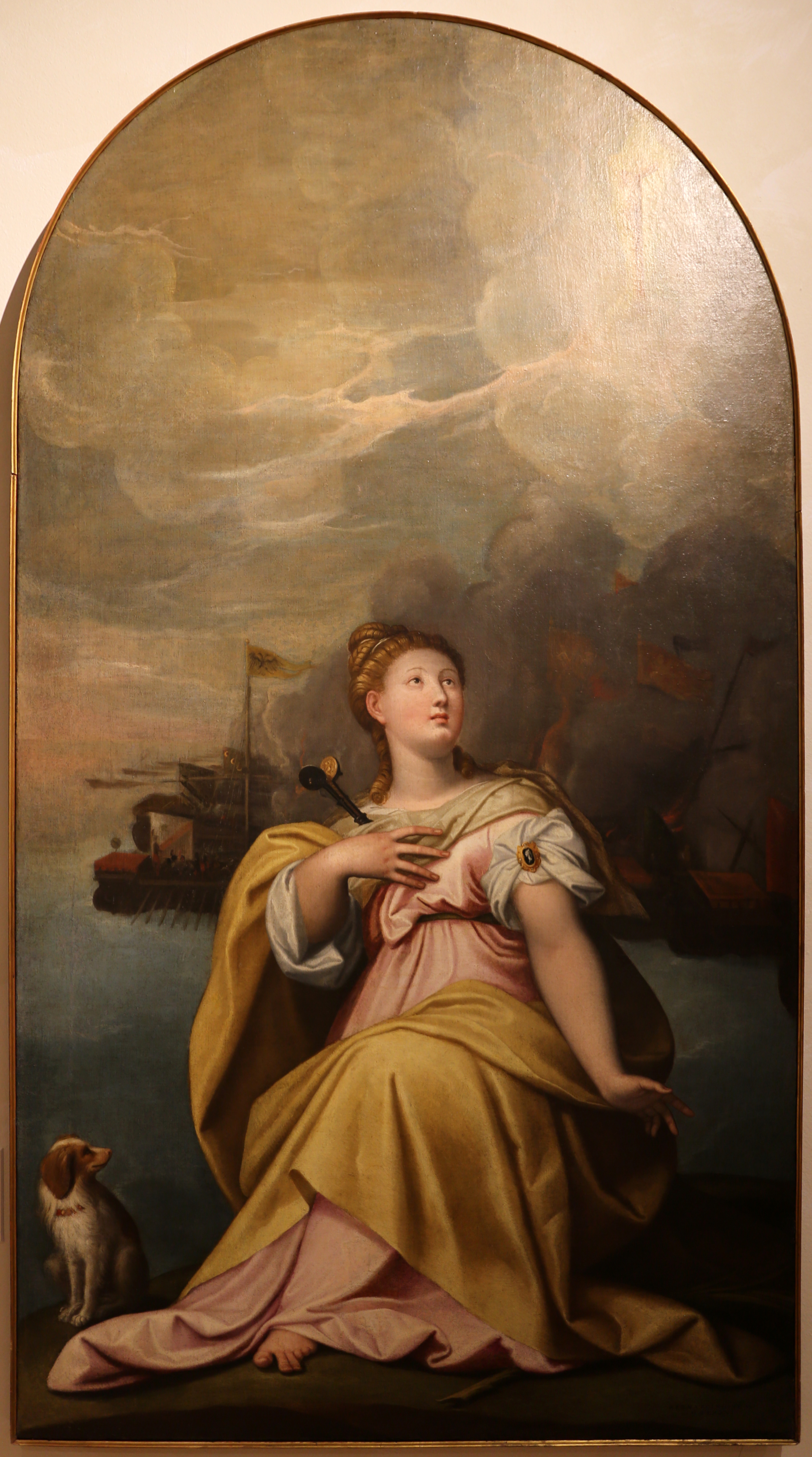
Heilige Justina, Museum van Castelvecchio, Verona

Bernardino India (Verona, 1528 – aldaar, 1590) was een kunstschilder in Verona, een stad in de republiek Venetië. Zijn stijl was maniëristisch tijdens deze periode in de renaissance. 
Hij schilderde zowel fresco's als doeken. Zijn fresco’s hadden als onderwerpen Griekse helden en goden, Romeinse figuren, engelen en allegorieën bestemd voor private woningen. Zijn schilderijen op doek waren religieus van aard en dienden voor de kerken van Verona.

## Levensloop
India was een zoon van Cristoforo di Mandello da Gazzo en van Dorotea India. Zijn vader stierf vrij jong, zodat hij opgevoed werd door zijn grootouders aan moeders zijde. India nam hun naam over en was hun enige erfgenaam.
Hij ging in de leer bij een vaste groep frescoschilders in Verona: Giovanni Maria Falconetto, Giovanni Francesco Caroto, Francesco India en Domenico Brusasorci. Daarnaast onderging zijn stijl invloed van de tijdsgenoten Paolo Veronese en Parmigianino. India verzorgde de decoratie in paleizen en patriciërswoningen met zijn fresco's. In de jaren 1552-1555 verbleef hij in Vicenza om aldaar het paleis van Marcantonio Thiene te verluchten. In 1555 huwde hij met Anna degli Stivieri, met wie hij geen kinderen had. Het echtpaar keerde naar Verona terug.
De bestellingen voor fresco’s bleven binnen komen; zij kwamen zelfs voor paleizen in de hoofdstad Venetië. In deze tweede periode van zijn artistiek leven verfijnde hij zijn kleurenpalet en durfde hij landschappen met bouwwerken uit de Klassieke Oudheid mengen.
Later was er minder werk voor frescoschilders in Verona. India schakelde over naar schilderwerken op doek. Hij werkte altaarstukken uit voor de kerk van de heilige Zeno in Verona en voor andere kerken. De onderwerpen waren de Maagd Maria, heiligen en Bijbelse figuren. Vanaf 1580 schilderde India geen fresco’s meer.
In 1589 maakte India zijn testament op. Twee neven duidde hij aan als erfgenamen: het ging om een kunstschilder en een arts. Deze laatste moest een hele verzameling portretten van zijn hand bewaren. Hij stierf in 1590; volgens de meeste bronnen was dit in Verona, zijn geboortestad.